# Солнечный (Волгодонской район)
Со́лнечный — посёлок в Волгодонском районе Ростовской области.
Административный центр Добровольского сельского поселения.

## Население
| 2002 | 2010 |
| ---- | ---- |
| 753  | ↗796 |

## Улицы
| - туп. Георгиновый, - туп. Гиацинтовый, - туп. Жасминовый, - туп. Ирисовый, - туп. Каштановый, - туп. Мальвовый, - туп. Ореховый, - туп. Рябиновый, - туп. Сиреневый, | - ул. Восточная, - ул. Лесная, - ул. Окольная, - ул. Подсолнечная, - ул. Прудовая, - ул. Энергетиков, - ул. Ясеневая. |